# آکلد
آکلد یک روستا و محله در نورث‌آمبرلند
، انگلستان است. 